# روژا داو
روژا داو (انگلیسی: Roja Dove؛ زادهٔ ۲۵ سپتامبر ۱۹۵۶) یک عطرساز بریتانیایی است. وی از سال ۱۹۸۱ میلادی تاکنون مشغول فعالیت بوده است.